# Ксеноцератопс
Ксеноцератопс (лат. Xenoceratops) — род рогатых динозавров из подсемейства центрозаврин (Centrosaurinae) семейства цератопсид (Ceratopsidae). Известные ископаемые образцы обнаружены в канадской провинции Альберта, в отложениях формации Формост (Foremost Formation), датируемых верхним мелом (кампан; 79,5—78,6 млн лет). Включает единственный вид — Xenoceratops foremostensis.

## История открытия
Окаменелости черепа были найдены в 1958 году палеонтологической экспедицией Уонна Лэнгстона (Wann Langston, Jr.) в 7 км от канадского посёлка Формост. Более 50 лет остатки находились в запасниках Канадского музея природы в Оттаве. По словам палеонтолога Дэвида Эванса (David C. Evans), он и его коллега Майкл Райан (Michael J. Ryan) заинтересовались этими окаменелостями в 2003 году. Эванс и Райан продолжили изучение образца в 2009 году; учёным также помогал Киран Шепард (Kieran Shepherd) — куратор отдела палеобиологии музея.
В 2012 году Райан, Эванс и Шепард опубликовали полученные ими результаты в статье в журнале Canadian Journal of Earth Sciences, в которой они описали новые род и вид Xenoceratops foremostensis. Родовое название происходит от др.-греч. ξένος [xenos], что означает «чужеродный», и обычного для рогатых динозавров окончания -ceratops (от др.-греч. κέρας [keras] — «рог», и ωψ [ops] — «морда, лицо»). Видовое название относится к посёлку Формост.